# Eduardo Camavinga
Eduardo Celmi Camavinga (Miconge, Angola, 10 de noviembre de 2002) es un futbolista francés que juega de centrocampista en el Real Madrid C. F. de la Primera División de España. Además de la francesa, posee la nacionalidad angoleña —por nacimiento— y la congolesa —por ascendencia—.
Considerado como uno de los futbolistas con más proyección de la actualidad, en 2020 y 2021 acabó como quinto y sexto clasificado del Golden Boy, premio al mejor futbolista del fútbol europeo menor de 21 años. y fue finalista en 2022.

## Biografía
Nacido en  Miconge, en la provincia de Cabinda (Angola), situado entre la República Democrática del Congo, la República del Congo y el océano Atlántico, posee las nacionalidades angoleña y congolesa. Sus padres, Celestino y Sofia, salieron del Congo antes de su nacimiento para recalar en un campo de refugiados en Miconje.
La familia (con Eduardo y sus cinco hermanos) partió de Angola hacia Francia en 2003. Primero se establecieron en Lille antes de recalar en Fougères, al noreste de Bretaña, donde Eduardo pasó toda su infancia. El 4 de noviembre de 2019, pocos días antes de cumplir 17 años, él y su familia obtienen la nacionalidad francesa, mientras que el 7 de julio de 2020, obtiene el bachillerato en ciencias económicas y sociales en la Academia de Rennes.

## Trayectoria
Se inicia en el judo, deporte que su hermano practicó durante algunos años, pero también juega al fútbol, en casa y en el patio de la escuela. Siguiendo el consejo de sus supervisores, su madre lo inscribió en un club en 2009 —a la edad de siete años—, en el Drapeau-Fougères, donde su padre jugó en el equipo sénior. Rápidamente destacado, sobresalió como defensa y como delantero centro.
Tras cinco años allí se incorporó a la disciplina del Stade Rennais, con el que empezó jugando en el segundo equipo. Finalmente hizo su debut con el primer equipo el 6 de abril de 2019 en la Ligue 1 contra el Angers Sporting Club Ouest, sustituyendo a M'Baye Niang en el minuto 89, en un partido que finalizó con un resultado de empate a tres. Fue el primero de los siete partidos que disputó, y que completó con trece en el filial en los que anotó cuatro goles. Además, con su presencia se convirtió en el jugador más joven en debutar con el club en partido oficial, con dieciséis años, cuatro meses y veintisiete días, y el más joven en disputar el campeonato francés superando la anterior marca de Kylian Mbappé con la Association Sportive de Monaco Football Club. Titular al partido siguiente, fue señalado entonces como una de las nuevas promesas del fútbol.
Pese a no lograr su primer título al perder la Supercopa 2019-20, semanas después fue nombrado como mejor jugador del mes del campeonato —el más joven en lograrlo—, y debutó en competición continental en la primera jornada de la fase de grupos de la Liga Europa frente al Celtic Football Club que finalizó con empate a un gol. Ya con la nacionalidad francesa, anota su primer gol como profesional el 15 de diciembre frente al Olympique Lyonnais que significó además la victoria a un minuto del final por 0-1, y de nuevo fue el más precoz en hacerlo en la historia del club.
Para el nuevo curso, y pese a su temprana edad, fue uno de los jugadores revelación del campeonato, fue quinto clasificado del Golden Boy en 2020, y señalado como uno de los mayores potenciales del fútbol internacional. Como titular del equipo completa la temporada con treinta y nueve partidos en los que anota un gol. El equipo finaliza sexto y se clasifica para la nueva competición de la Liga Europa Conferencia.
El último día del mercado estival de 2021 fue fichado por el Real Madrid Club de Fútbol tras llegar a un acuerdo con el club francés, para las próximas seis temporadas. En un principio fue inscrito como jugador del equipo filial —por si se daba la circunstancia de un posible último fichaje en el mercado de traspasos, y liberar así una ficha federativa para la inscripción—, algo que finalmente no fue necesario, por lo que pertenece al primer equipo. Feliz de su llegada a Madrid, declaró: «Es un sueño que tenía de pequeño. Estoy deseando descubrir el estadio, que es impresionante. Casemiro, Kroos y Modrić son grandes jugadores, aprender y entrenar con ellos va a ser genial. Intentaré aprender y jugar los minutos disponibles. Tengo muchas ganas de empezar».
En su debut, el día 12 en el estadio Santiago Bernabéu —el primer partido oficial del equipo como local con público tras más de un año y medio—, entró en sustitución de Eden Hazard y anotó su primer gol como madridista tras un rechace en el área. Cabe destacar que fue el cuarto goleador más joven de la historia del club el día que debutaron, por detrás de Alberto Rivera (17 años y 111 días), Manolo Sanchís (18 años y 195 días) y Rodrygo Goes (18 años y 259 días). Apenas unos días después tuvo su estreno en la primera jornada de la fase de grupos de la Liga de Campeones frente al Football Club Internazionale. Entró en sustitución de Luka Modrić y dio una asistencia a Rodrygo para que anotase el gol de la victoria por 0-1 en el último minuto del encuentro. El grupo de jóvenes de la plantilla, donde está Camavinga, fue señalado como uno de los principales baluartes del equipo en esta temporada.

## Selección nacional
Después de nacionalizarse francés el 31 de octubre de 2019, el 11 de noviembre fue convocado por primera vez para representar a la selección sub-21 de Francia para los partidos contra Georgia y Suiza.
El 27 de agosto de 2020 fue convocado por primera vez para la selección absoluta. Finalmente, el 8 de septiembre de 2020 debutó con la absoluta en el encuentro de la Liga de las Naciones de la UEFA 2020-21 ante Croacia, convirtiéndose en el jugador más joven, con 17 años, 9 meses y 29 días, en jugar con la selección francesa desde 1945.

### Participaciones en Copas del Mundo
| Mundial      | Sede  | Resultado  | Partidos | Goles |
| ------------ | ----- | ---------- | -------- | ----- |
| Mundial 2022 | Catar | Subcampeón | 2        | 0     |

### Participaciones en Eurocopas
| Copa          | Sede     | Resultado   | Partidos | Goles |
| ------------- | -------- | ----------- | -------- | ----- |
| Eurocopa 2024 | Alemania | Semifinales | 4        | 0     |

## Estadísticas

### Clubes
Actualizado al último partido disputado el 23 de abril de 2025.
| Club                           | Div.          | Temporada     | Liga  | Liga  | Liga   | Copas nacionales | Copas nacionales | Copas nacionales | Copas internacionales | Copas internacionales | Copas internacionales | Total | Total | Total  |
| Club                           | Div.          | Temporada     | Part. | Goles | Asist. | Part.            | Goles            | Asist.           | Part.                 | Goles                 | Asist.                | Part. | Goles | Asist. |
| ------------------------------ | ------------- | ------------- | ----- | ----- | ------ | ---------------- | ---------------- | ---------------- | --------------------- | --------------------- | --------------------- | ----- | ----- | ------ |
| Stade Rennais F. C. II Francia | 5.ª           | 2018-19       | 13    | 4     | 0      | —                | —                | —                | —                     | —                     | —                     | 13    | 4     | 0      |
| Stade Rennais F. C. II Francia | Total club    | Total club    | 13    | 4     | 0      | 0                | 0                | 0                | 0                     | 0                     | 0                     | 13    | 4     | 0      |
| Stade Rennais F. C. Francia    | 1.ª           | 2018-19       | 7     | 0     | 0      | 0                | 0                | 0                | —                     | —                     | —                     | 7     | 0     | 0      |
| Stade Rennais F. C. Francia    | 1.ª           | 2019-20       | 25    | 1     | 2      | 7                | 0                | 0                | 4                     | 0                     | 0                     | 36    | 1     | 2      |
| Stade Rennais F. C. Francia    | 1.ª           | 2020-21       | 35    | 1     | 2      | 0                | 0                | 0                | 4                     | 0                     | 0                     | 39    | 1     | 2      |
| Stade Rennais F. C. Francia    | 1.ª           | 2021-22       | 4     | 0     | 0      | 0                | 0                | 0                | 2                     | 0                     | 0                     | 6     | 0     | 0      |
| Stade Rennais F. C. Francia    | Total club    | Total club    | 71    | 2     | 4      | 7                | 0                | 0                | 10                    | 0                     | 0                     | 88    | 2     | 4      |
| Real Madrid C. F. · España     | 1.ª           | 2021-22       | 26    | 2     | 1      | 4                | 0                | 0                | 10                    | 0                     | 1                     | 40    | 2     | 2      |
| Real Madrid C. F. · España     | 1.ª           | 2022-23       | 37    | 0     | 1      | 8                | 0                | 0                | 14                    | 0                     | 1                     | 59    | 0     | 2      |
| Real Madrid C. F. · España     | 1.ª           | 2023-24       | 31    | 0     | 2      | 4                | 0                | 0                | 11                    | 0                     | 1                     | 46    | 0     | 3      |
| Real Madrid C. F. · España     | 1.ª           | 2024-25       | 19    | 1     | 2      | 6                | 1                | 0                | 10                    | 0                     | 0                     | 35    | 2     | 2      |
| Real Madrid C. F. · España     | Total club    | Total club    | 113   | 3     | 6      | 22               | 1                | 0                | 45                    | 0                     | 3                     | 180   | 4     | 9      |
| Total carrera                  | Total carrera | Total carrera | 197   | 9     | 10     | 29               | 1                | 0                | 55                    | 0                     | 3                     | 281   | 10    | 13     |
| 1. 2.                          |               |               |       |       |        |                  |                  |                  |                       |                       |                       |       |       |        |

### Selecciones
Actualizado al último partido disputado el 6 de septiembre de 2021.
| Selección        | Año             | Amistosos | Amistosos | Amistosos | Eliminatorias | Eliminatorias | Eliminatorias | Continental | Continental | Continental | Mundial     | Mundial     | Mundial     | Total | Total | Total  | Media goleadora |
| Selección        | Año             | Part.     | Goles     | Asist.    | Part.         | Goles         | Asist.        | Part.       | Goles       | Asist.      | Part.       | Goles       | Asist.      | Part. | Goles | Asist. | Media goleadora |
| ---------------- | --------------- | --------- | --------- | --------- | ------------- | ------------- | ------------- | ----------- | ----------- | ----------- | ----------- | ----------- | ----------- | ----- | ----- | ------ | --------------- |
| Sub-21 Francia   | 2019            | —         | —         | —         | 1             | —             | —             | —           | —           | —           | Inexistente | Inexistente | Inexistente | 1     | 0     | 0      | 0               |
| Sub-21 Francia   | 2021            | —         | —         | —         | 2             | 1             | —             | 3           | —           | —           | Inexistente | Inexistente | Inexistente | 5     | 1     | 0      | 0.20            |
| Sub-21 Francia   | Total selección | 0         | 0         | 0         | 3             | 1             | 0             | 3           | 0           | 0           | 0           | 0           | 0           | 6     | 1     | 0      | 0.17            |
| Absoluta Francia | 2020            | 1         | 1         | —         | —             | —             | —             | 2           | —           | —           | Inexistente | Inexistente | Inexistente | 3     | 1     | 0      | 0.33            |
| Absoluta Francia | Total selección | 1         | 1         | 0         | 0             | 0             | 0             | 2           | 0           | 0           | 0           | 0           | 0           | 3     | 1     | 0      | 0.33            |
| Total carrera    | Total carrera   | 1         | 1         | 0         | 3             | 1             | 0             | 5           | 0           | 0           | 0           | 0           | 0           | 9     | 2     | 0      | 0.22            |
| 1. 2. 3.         |                 |           |           |           |               |               |               |             |             |             |             |             |             |       |       |        |                 |

#### Goles como internacional absoluto
| # | Fecha                 | Estadio                                  | Oponente | Gol | Resultado | Competición                         |
| - | --------------------- | ---------------------------------------- | -------- | --- | --------- | ----------------------------------- |
| 1 | 7 de octubre de 2020  | Stade de France, Saint-Denis, Francia    | Ucrania  | 1-0 | 7-1       | Amistoso                            |
| 2 | 10 de octubre de 2024 | Estadio József Bozsik, Budapest, Hungría | Israel   | 0-1 | 1-4       | Liga de Naciones de la UEFA 2024-25 |

## Palmarés

### Campeonatos nacionales
| Título              | Club                | País    | Año  |
| ------------------- | ------------------- | ------- | ---- |
| Copa de Francia     | Stade Rennais F. C. | Francia | 2019 |
| Supercopa de España | Real Madrid C. F.   | España  | 2022 |
| Campeonato de Liga  | Real Madrid C. F.   | España  | 2022 |
| Copa del Rey        | Real Madrid C. F.   | España  | 2023 |
| Supercopa de España | Real Madrid C. F.   | España  | 2024 |
| Campeonato de Liga  | Real Madrid C. F.   | España  | 2024 |

### Campeonatos internacionales
| Título                           | Club              | Sede      | Año  |
| -------------------------------- | ----------------- | --------- | ---- |
| Liga de Campeones de la UEFA     | Real Madrid C. F. | París     | 2022 |
| Supercopa de Europa              | Real Madrid C. F. | Helsinki  | 2022 |
| Mundial de Clubes                | Real Madrid C. F. | Marruecos | 2022 |
| Liga de Campeones de la UEFA     | Real Madrid C. F. | Londres   | 2024 |
| Supercopa de Europa              | Real Madrid C. F. | Varsovia  | 2024 |
| Copa Intercontinental de la FIFA | Real Madrid C. F. | Catar     | 2024 |